# Força Aérea da Bielorrússia
A Força Aérea da Bielorrússia é o ramo aéreo das Forças Armadas da Bielorrússia. A força aérea é liderada pelo pelo major-general Igor Golub. Sua espinha dorsal foi formada pelo 26º Grupo Aéreo da antiga Força Aérea Soviética.

## Galeria

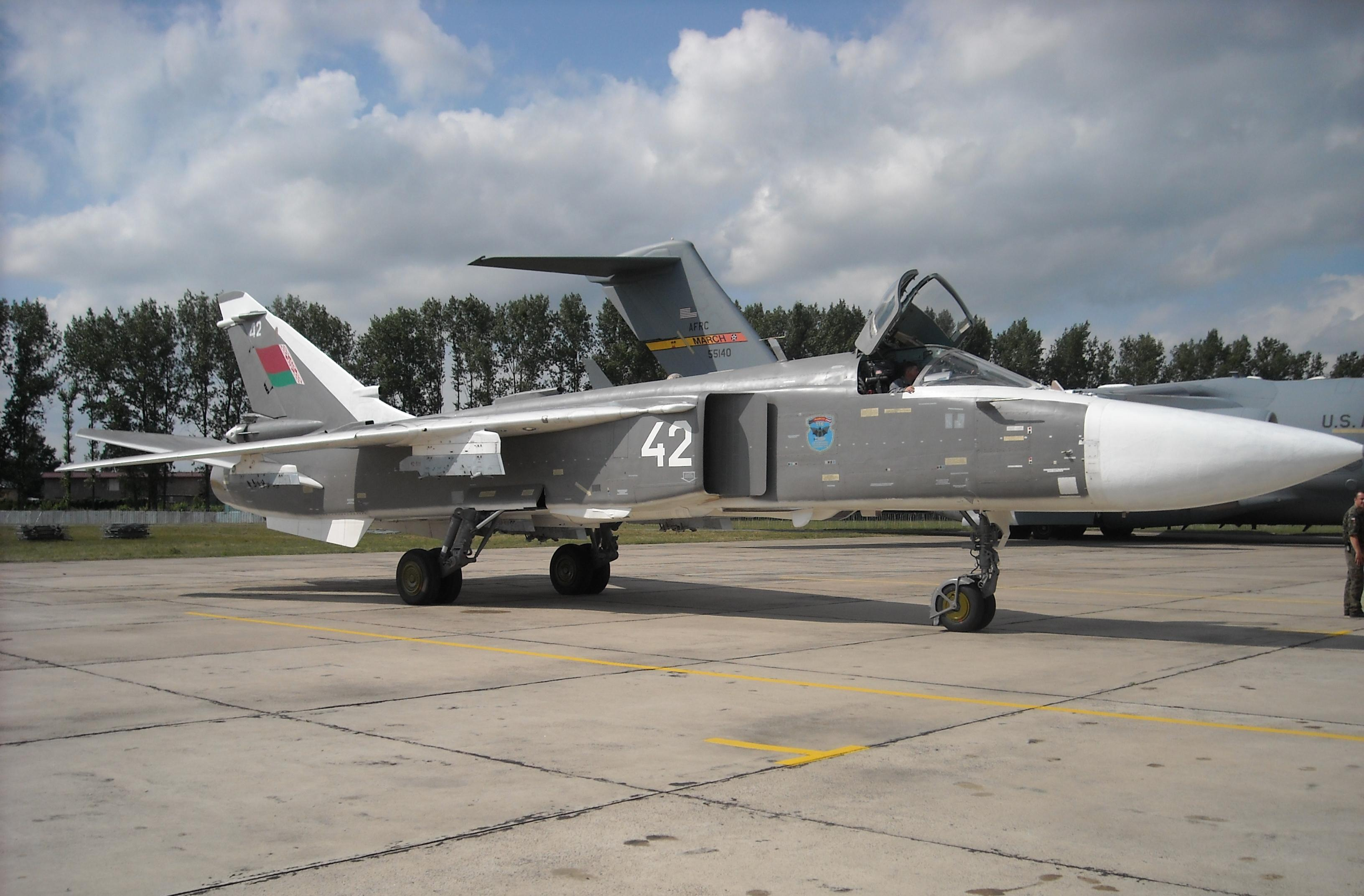
Um Su-24 bielorrusso.
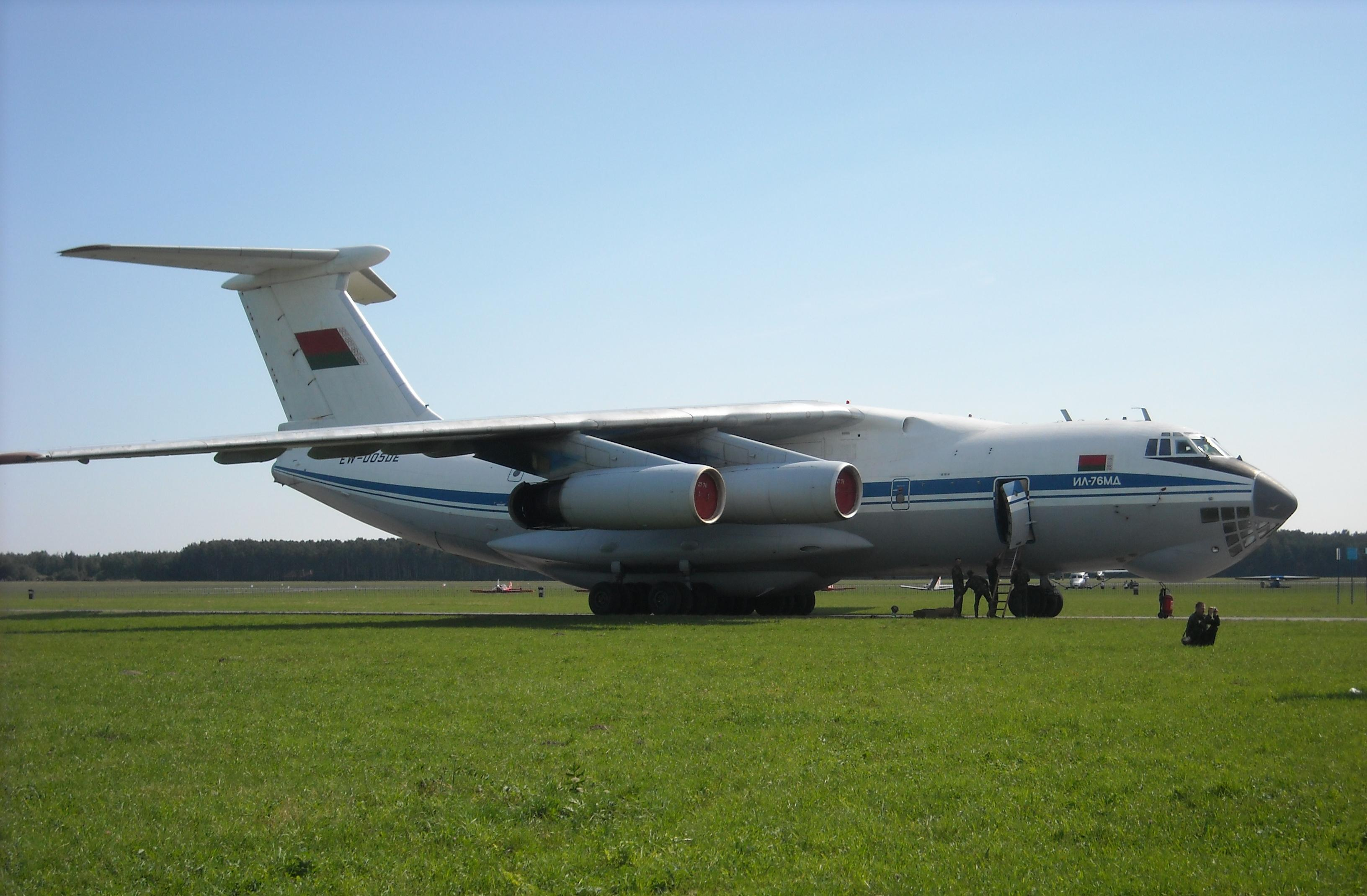
Um Ilyushin Il-76 da Força Aérea da Bielorrússia.
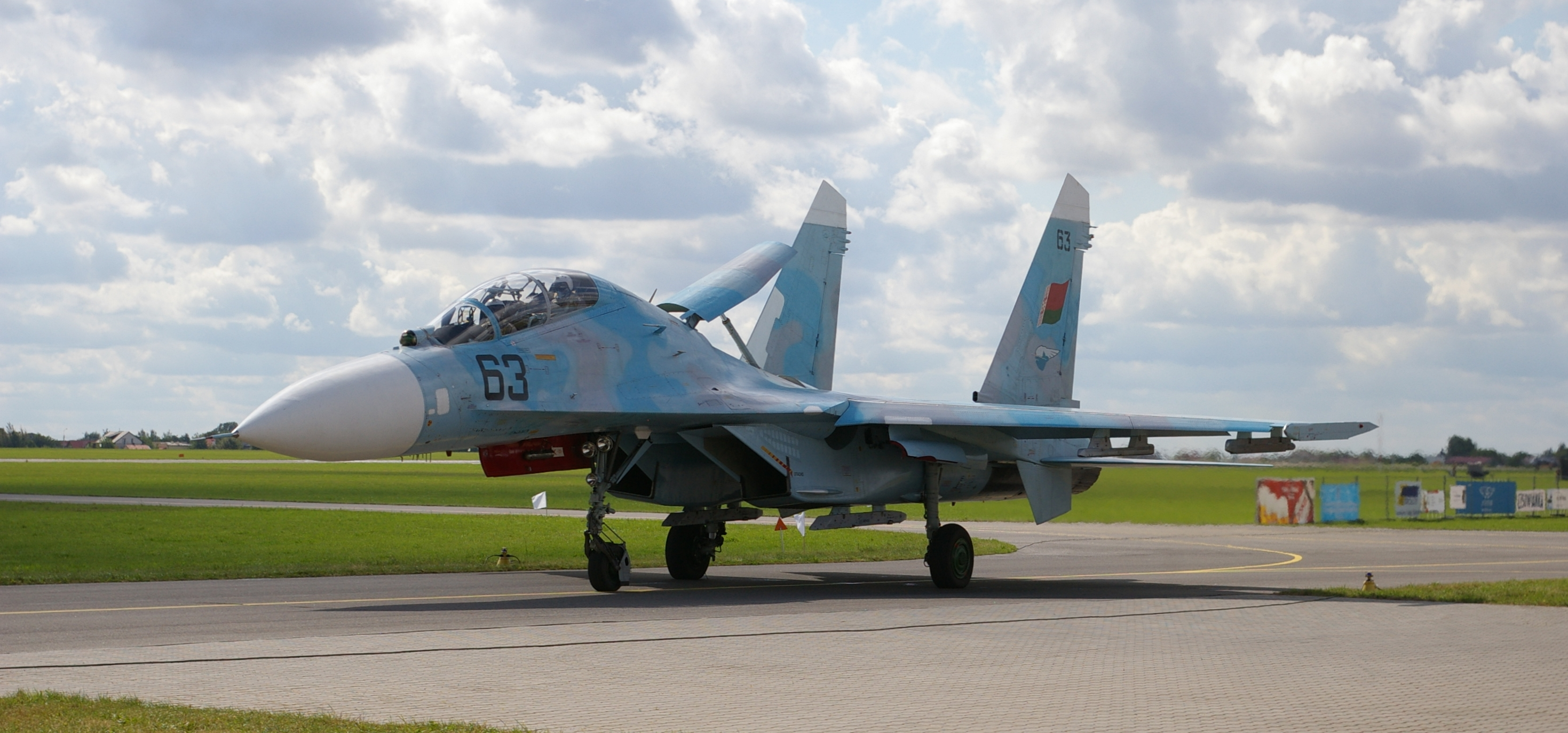
Um Su-27UBM bielorrusso.
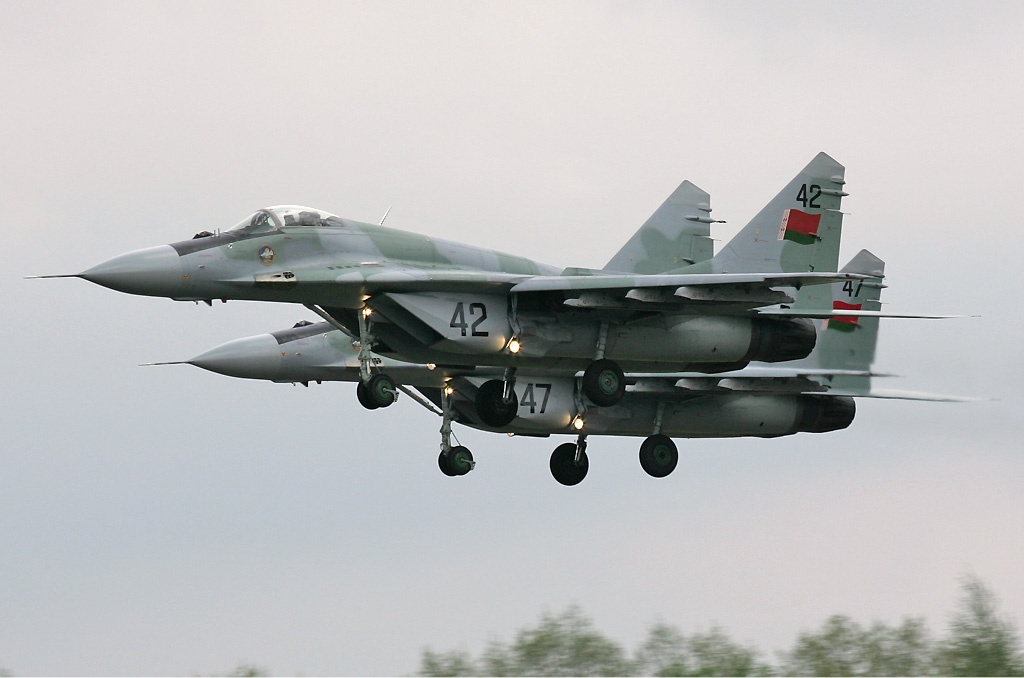
Caças MiG-29 bielorrussos. É reportado que o país tem pelo menos 30 destes a seu serviço.